# روکسان داوسن
 روکسان داوسن (انگلیسی: Roxann Dawson؛ زادهٔ ۱۱ سپتامبر ۱۹۵۸) یک هنرپیشه، و بازیگر سینما اهل ایالات متحده آمریکا است. وی از سال ۱۹۸۵ میلادی تاکنون مشغول فعالیت بوده‌است.
از فیلم‌ها یا برنامه‌های تلویزیونی که وی در آن نقش داشته است می‌توان به در مظان جرم اشاره کرد.